# Pokémon brillant
Els Pokémon brillants (Pokémon brillantes a Hispanoamèrica per l'anime, Shiny Pokémon en anglès, い ろ ち が い ポ ケ モ ン en japonès) són mutacions de Pokémon que presenten un color especial i únic. En si és una alteració genètica extremadament rara. La denominació varicolor o brillant prové dels jocs de Pokémon: quan són enviats a un combat l'animació d'una aureola d'estrelles cobrint el pokémon fa l'efecte de que brillen (aquesta animació pot variar segons la versió del joc). Aquests Pokémon no són més que una versió d'un mateix pokémon de color diferent al normal.